# بال‌پرنده‌ای دکتر پلتن
بال‌پرنده‌ای دکتر پلتن (نام علمی: Troides plateni) نام یک گونه از تیره پروانه‌های دم‌چلچله‌ای است.